# Proctonotidae
De Proctonotidae zijn een familie van weekdieren uit de orde van de zeenaaktslakken (Nudibranchia).

## Geslachten
- Caldukia Burn & M. C. Miller, 1969
- Proctonotus Alder & Hancock, 1844
  - =  Venilia Alder & Hancock, 1844
  - =  Zephyrina Quatrefages, 1844